# Městský hřbitov v Krnově
Městský hřbitov v Krnově je hlavní městský hřbitov v Krnově v městské části Horní Předměstí. Nachází se na severním okraji centra města, v ulicích Hřbitovní a Smetanův okruh. V jeho areálu je umístěn hřbitovní kostel.

## Historie

### Historie
Nejpozději od 19. století začal sloužit jako hlavní městské katolické pohřebiště. Evangelíci z Krnova pak byli pohřbíváni na evangelickém hřbitově v Krnově-Chromýži, roku 1873 byl zdejší židovskou komunitou zřízen též nový městský židovský hřbitov v ulici Osadní. Koncem 19. století byl hřbitov osazen novorenesanční hřbitovní branou s administrativními budovami a obřadní síní. Rovněž se zde nachází hřbitovní kaple.

### Po roce 1945
S odchodem téměř veškerého německého obyvatelstva města v rámci odsunu Sudetských Němců z Československa ve druhé polovině 40. let 20. století zůstala řada hrobů německých rodin opuštěna a bez údržby.
V Krnově se nenachází krematorium, ostatky zemřelých jsou zpopelňovány povětšinou v krematoriu v Ostravě.

## Osobnosti pohřbené na tomto hřbitově
- Josef Hartel (1843–1914) – architekt a stavitel
- Hrobka rodiny Riegrovy – rodina krnovských varhanářů[2]